# Good Rocking Tonight
Good Rocking Tonight (auch Good Rockin’ Tonight) ist ein Jump-Blues-Song, der 1947 von Roy Brown geschrieben und aufgenommen wurde. Von diesem Stück gibt es zahlreiche Coverversionen.

## Allgemeines

Roy Brown – Good Rocking Tonight

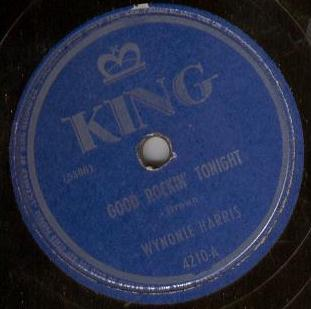
Wynonie Harris – Good Rockin’ Tonight

Roy Brown bot den Song ursprünglich Wynonie Harris an, der das Stück aber ablehnte. Darum nahm Brown den Song mit dem Bob Ogden Orchester selbst auf, der 1947 bei DeLuxe Records (DeLuxe 1093) erschien und ein respektabler Hit wurde. Der Song erreichte in Browns Version Platz 11 der R&B-Charts des Magazins Billboard. Nach diesem Erfolg erkannte auch Harris das Potenzial des Stücks und nahm es auf. Seine Version (King 4210) erreichte in den Billboard-R&B-Charts Platz 1 und blieb ein halbes Jahr lang dort.
Harris’ Version hielt sich weitgehend an den Text des Originals, nur in der letzten Strophe ersetzte er den Text mit durch die Ausrufe „hoy, hoy, hoy“ – einer Phrase, die in einigen Jumpblues der damaligen Zeit vorkam. Musikalisch änderte er das Stück zu einer eher rockigen Version und gab so zukünftigen Musikforschern Arbeit, ob es sich bei dieser Aufnahme um den ersten Rock-’n’-Roll-Song handelt. Über Harris’ Version schrieb ein Kritiker: This is probably the most important recording in the history of rock and roll. Without this record, rock and roll probably never would have happened. („Das ist wahrscheinlich die wichtigste Aufnahme in der Geschichte des Rock and Roll. Ohne diese Aufnahme wäre Rock and Roll wahrscheinlich nie entstanden.“)

## Elvis Presleys Coverversion

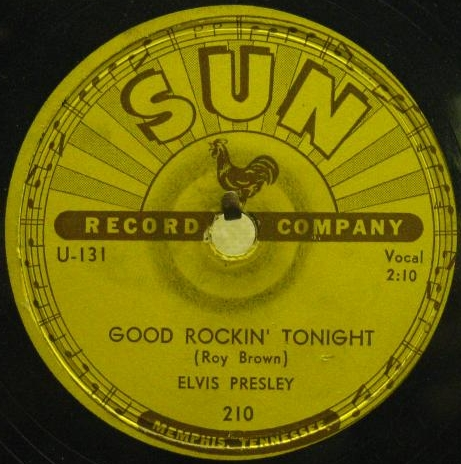
Elvis Presleys Coverversion

Good Rockin’ Tonight (I Don’t Care if the Sun Don’t Shine als B-Seite) war die zweite Single von Elvis Presley für Sun Records in Memphis. Presley und seine Band folgten dabei eng der Originalversion. Obwohl die Single nicht in die Billboard-Charts kam, wurde sie in Memphis sowie im Süden der USA ein weiterer kleiner Erfolg für Presley.

## Andere Coverversionen
Carl Perkins nahm bereits 1952 eine bis 2019 unveröffentlichte Version auf.
Bruce Springsteen verwendete den Song auf seiner Darkness Tour 1978 gewöhnlich als Eröffnungsnummer. Auch auf der River Tour 1981 war der Song manchmal auf der Setlist. Von Montrose gibt es eine Hardrock-Version des Songs. 
Zu den kuriosen Coverversionen zählt auch die spanisch gesungene Version der mexikanischen Band Los Teen Tops aus den frühen 1960er-Jahren (Buen rock esta noche). Die Honeydrippers (mit Jeff Beck und Robert Plant) nahmen den Song in den 1980er-Jahren unter dem Titel Rockin’ at Midnight auf. Paul McCartney veröffentlichte 1991 eine Version des Songs auf seinem Album Unplugged (The Official Bootleg). The Doors coverten das Stück 1972 auf Full Circle als Good Rockin’.